# Wilde kievitsbloem
De wilde kievitsbloem (Fritillaria meleagris) is een bolgewas uit de leliefamilie (Liliaceae). De bloem is gewoonlijk paars geblokt, maar egaal crèmewitte bloemen komen ook voor. De plant heeft een tere stengel met smalle bladen, die een aantal maanden na de bloei afsterft. De planten doen er acht jaren over om in bloei te komen. De zaden zijn relatief groot en verspreiden zich drijvend op het water. De plant is voor de verspreiding van de zaden dan ook afhankelijk van overstromingen en een hoge waterstand in de winter.
De bloemvorm lijkt op een tulp en de plant wordt wel Zwolse tulp genoemd. De botanische naam van het geslacht, Fritillaria, is mogelijk afkomstig van fritillus, latijn voor dobbelbeker, vanwege de vierkante patronen op de bloembladeren. De Romeinse dobbelbeker had namelijk kleine ruitvormige openingen die lijken op het blokpatroon op de bloemen van de kievitsbloem.

## Voorkomen in Nederland
In de vrije natuur is de wilde kievitsbloem in Nederland zeer zeldzaam, maar ze wordt verkocht als tuinplant en komt ook voor als stinsenplant. De belangrijkste natuurlijke groeiplaats van de wilde kievitsbloem is langs de oevers van de Overijsselse Vecht en het Zwarte Water bij Hasselt (Overijssel). Ongeveer tachtig procent van de Nederlandse wilde kievitsbloemen staat hier. Van oudsher kwam de kievitsbloem voor in gebieden met klei-op-veen en dan vooral de gebieden die 's winters onder water stonden. De plant kan slecht tegen veranderingen van het grondwaterpeil en is op de meeste plaatsen al voor 1940 uitgestorven. In de Wet natuurbescherming is de wilde kievitsbloem niet meer opgenomen.

## Voorkomen in Europa
De wilde kievitsbloem komt in geheel Midden-Europa voor.
In België is de plant lange tijd niet waargenomen en gold ze als uitgestorven. In Wallonië  zijn er geen waarnemingen van 1930 tot 1979, daarna verspreide, sporadische waarnemingen.
De wilde planten in Groot-Brittannië zijn mogelijk niet oorspronkelijk, maar nakomelingen van gecultiveerde planten.

## Plantensociologie
De wilde kievitsbloem is een kensoort van de kievitsbloem-associatie (Fritillario-Alopecuretum pratensis).

## Tuinen
Vanwege de mooie bloemen werd de kievitsbloem vaak uitgegraven en in tuinen gezet. Dat dit gebeurde, is onder meer bekend uit de omgeving van Wouterswoude. Tegenwoordig is de kievitsbloem in de tuincentra verkrijgbaar, zowel in de witte als de paarse variant. De plant is teer en moet met rust gelaten worden om goed aan te slaan en zich te verbreiden.
Een bekende verwant van de wilde kievitsbloem is de uit Azië afkomstige keizerskroon (Fritillaria imperialis).

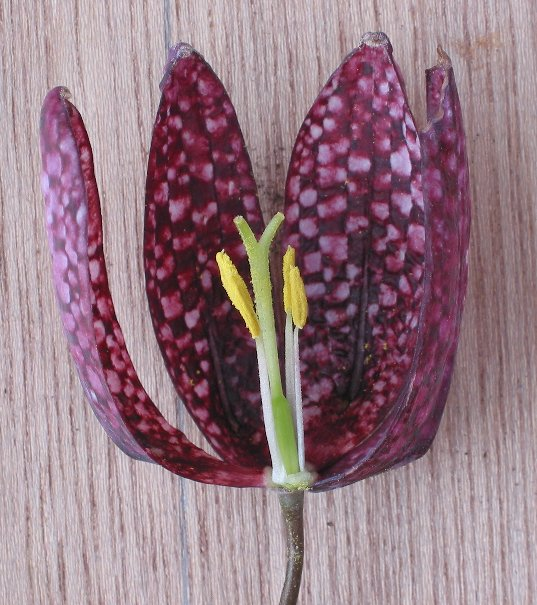
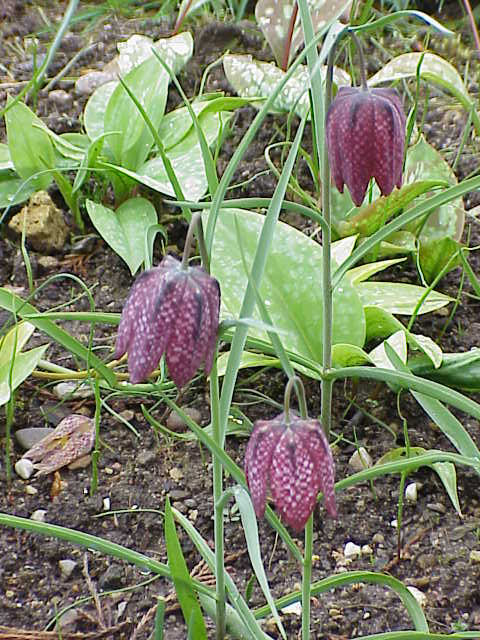
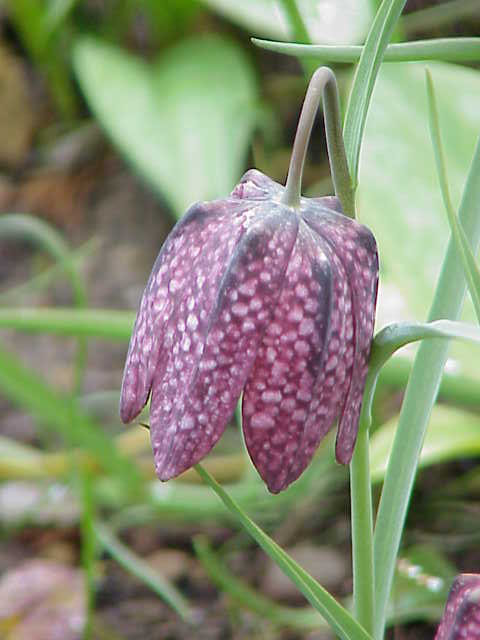
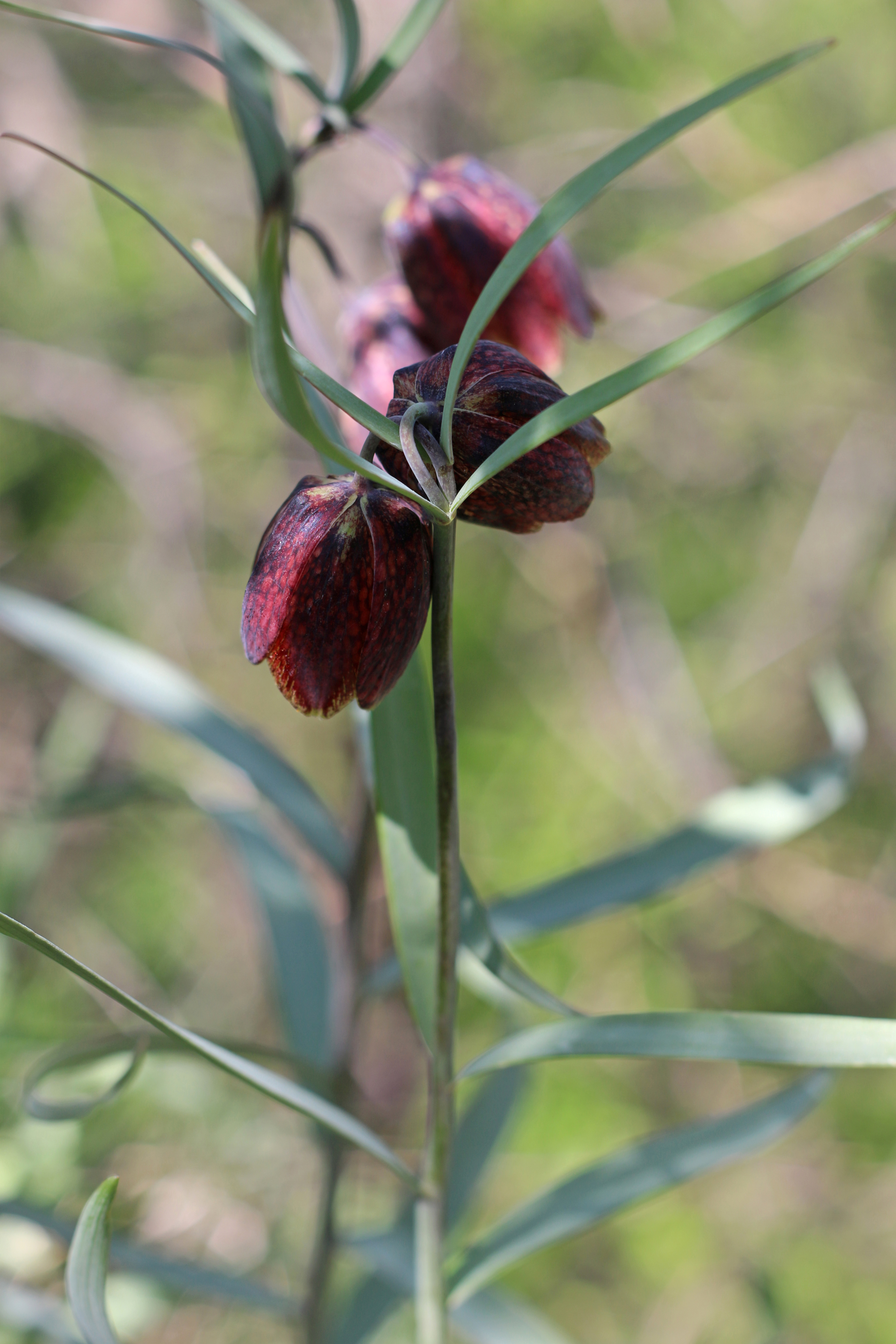

... · 
F. dagana · 
F. imperialis (Keizerskroon) · 
F. meleagris (Kievitsbloem) · 
F. ruthenica ·
F. uva-vulpis ·
...